# Olivera del Parc del Castell
L'Olivera del Parc del Castell (Olea europaea) és un arbre que es troba a Castellbisbal (el Vallès Occidental), el qual és un dels més vells de la comarca.

## Dades descriptives
- Perímetre del tronc a 1,30 m: 4,71 metres (a la base).
- Alçada: 5 metres.
- Amplada de la capçada: 5 x 6 metres (amplada mitjana capçada: 5,5 metres).
- Altitud sobre el nivell del mar: 124 metres.[1]

## Entorn
És un arbre supervivent d'un grup d'oliveres que, anys enrere, ocupaven les terrasses del puig on hi havia el castell de Castellbisbal. Avui dia creix, solitària, en un entorn endreçat per al lleure i l'esplai.

## Aspecte general
Es troba en bon estat de conservació.

## Accés
És ubicada al parc del Castell, el qual es troba a l'extrem occidental del nucli urbà de Castellbisbal i a tocar del carrer de l'Estació. L'olivera és a una vintena de metres sota l'ermita, al vessant sud del turó. Coordenades UTM: 31T X0414429 Y4592046.